# Palazzo Fortuny
Il Palazzo Fortuny (cognome di origine catalana, pronuncia: /fuɾˈtuɲ/) è un palazzo gotico  di Venezia ubicato nel sestiere di San Marco. Prende il nome dall'ultimo proprietario, l'artista Mariano Fortuny y Madrazo, ed è sede dell'omonimo museo. Il museo fa parte della Fondazione Musei Civici di Venezia. Precedentemente, l'edificio era noto come Palazzo Pesaro degli Orfei.

## Storia
Il palazzo fu fondato alla fine del XV secolo dai nobili Pesaro, che vi abitarono fino al XVIII secolo, prima di trasferirsi a Ca' Pesaro. Il palazzo divenne per un certo tempo sede dell'Accademia Filarmonica degli Orfei, da cui il nome Palazzo Pesaro degli Orfei, con cui fu in seguito conosciuto.
Mariano Fortuny, che lo acquistò all'inizio del XX secolo per farne il proprio atelier, fu un uomo eclettico che si occupò di fotografia, scenografia e scenotecnica, creazioni tessili, pittura.
Dopo la sua morte, la moglie Henriette donò il palazzo, che ancora ben conservava i tessuti e le collezioni di Mariano, al Comune di Venezia (1956) che ne fece il luogo dedicato ad occuparsi delle discipline di comunicazione visiva, particolarmente di sperimentazioni e innovazioni, in assonanza con lo spirito e la cultura del vecchio proprietario.

## Descrizione

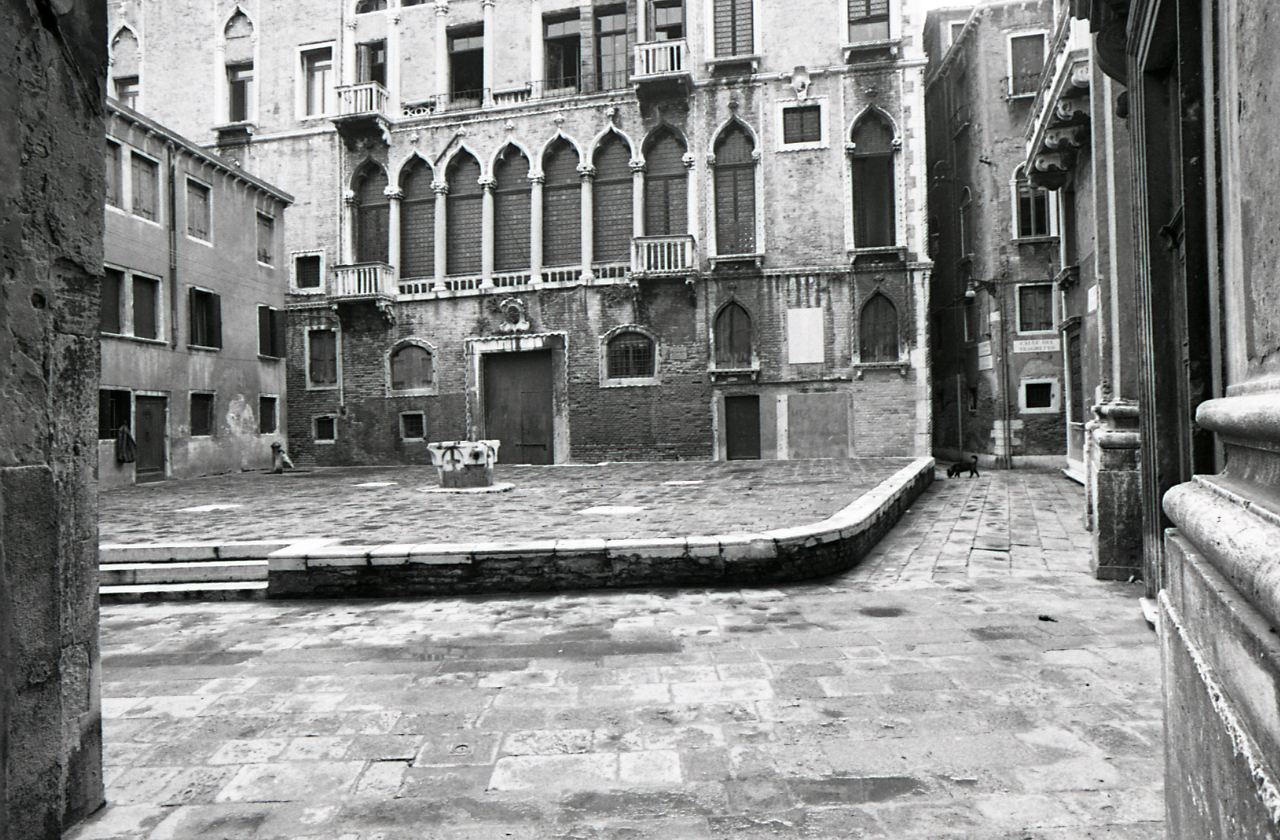
Campo San Beneto in una foto di Paolo Monti del 1981

Palazzo Pesaro degli Orfei si distingue per le sue tre vigorose facciate, che insistono rispettivamente su Campo San Beneto, Calle Pesaro e Rio di Ca' Michiel, e per le sue straordinarie dimensioni: non a torto, è ritenuto uno dei palazzi più grandi di Venezia tra quelli in stile gotico. È sovente citato anche come uno dei migliori esempi di architettura gotica veneziana non affacciata sul Canal Grande, grazie alla sua compattezza e coerenza architettonica e all'armonia del suo disegno stilistico.
Particolarmente importante è la facciata che si affaccia sul campo, contraddistinta da due ariose eptafore centrali ad arco acuto e da altre aperture più distanziate ai lati. La facciata sul rio, più modesta, è caratterizzata da tre grandi polifore centrali e da un ampio portale ad acqua circondato da finestrelle secondarie.
Caratteristici sono anche i due smisurati portici (saloni da ricevimento posti nei piani nobili), lunghi ciascuno ben 45 metri: per permettere alla luce di illuminare tutto il vasto ambiente, fu necessario creare una grande corte interna contraddistinta da varie aperture. Tutti i poggioli sono arricchiti da decorazioni: talora da leoni scolpiti, talora da fregi raffiguranti cherubini.

Particolari fotografati da Paolo Monti, 1969
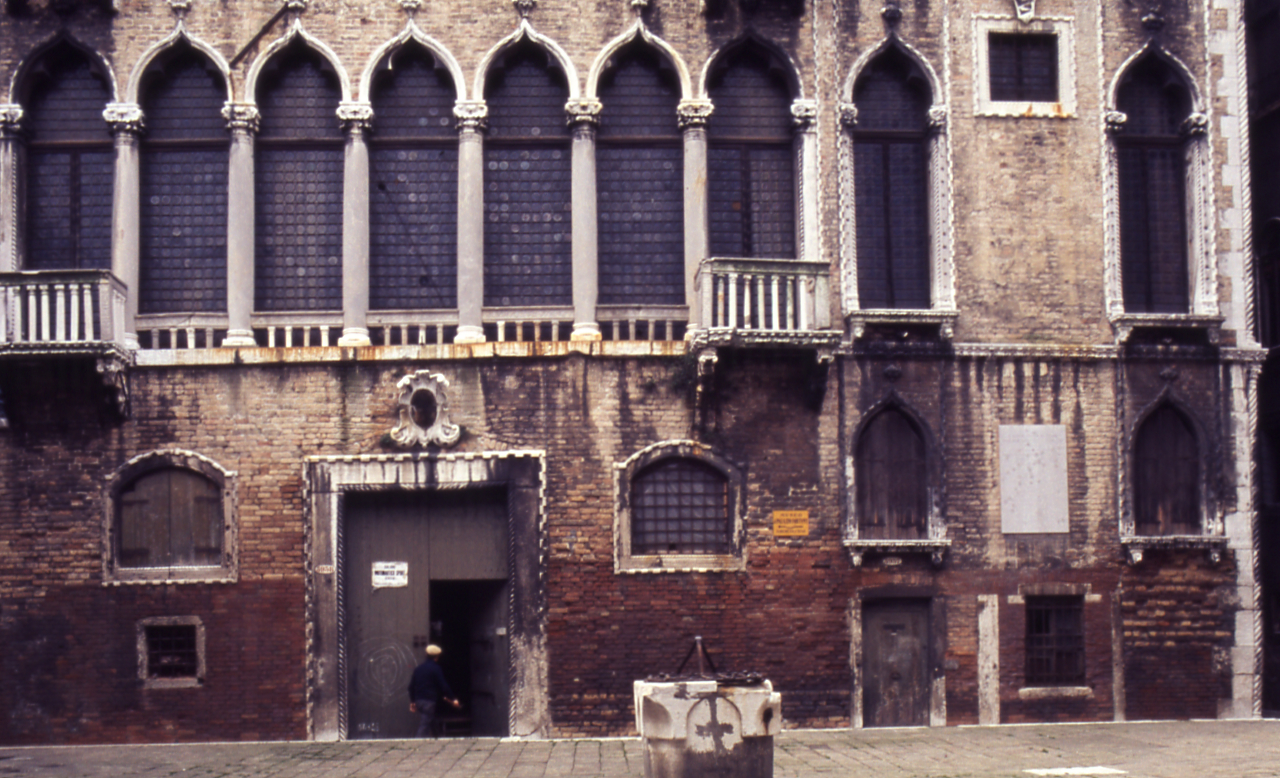
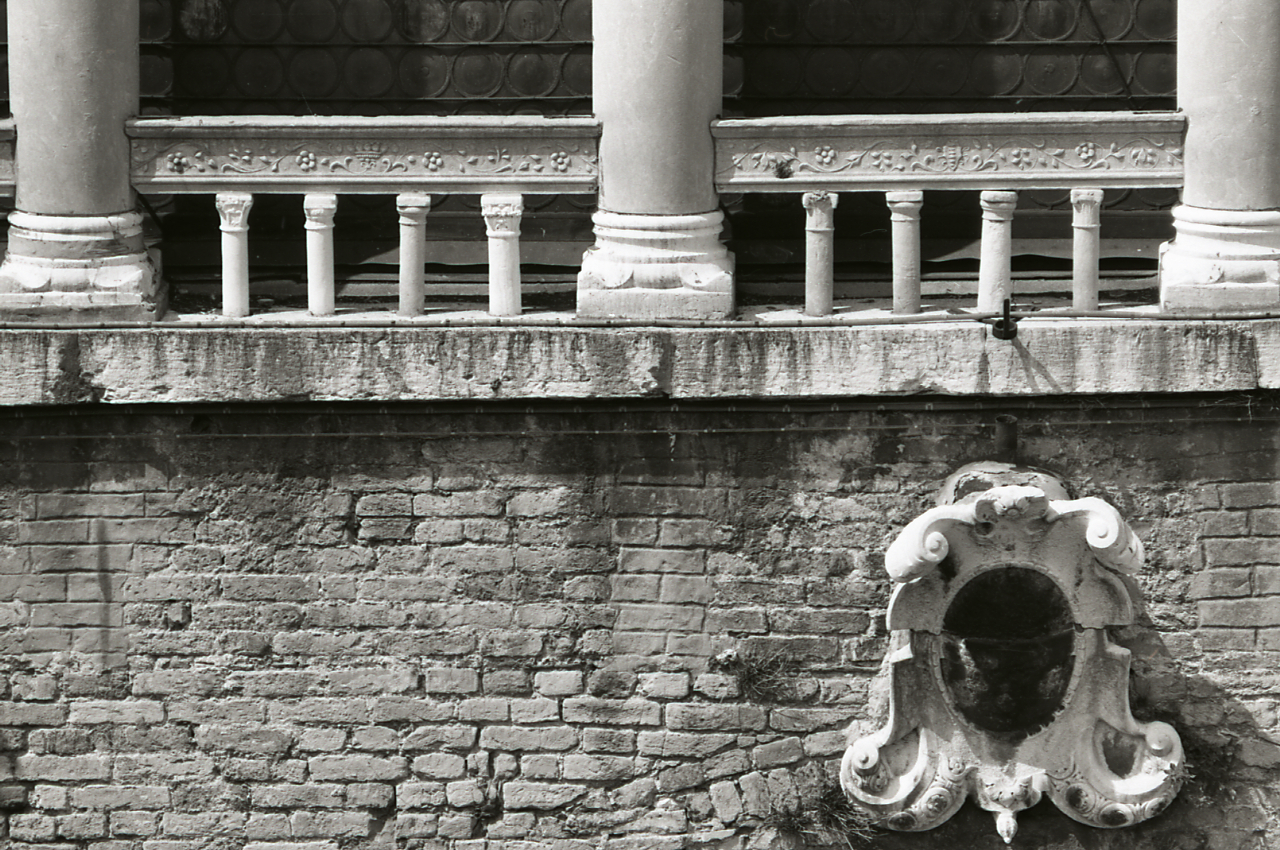
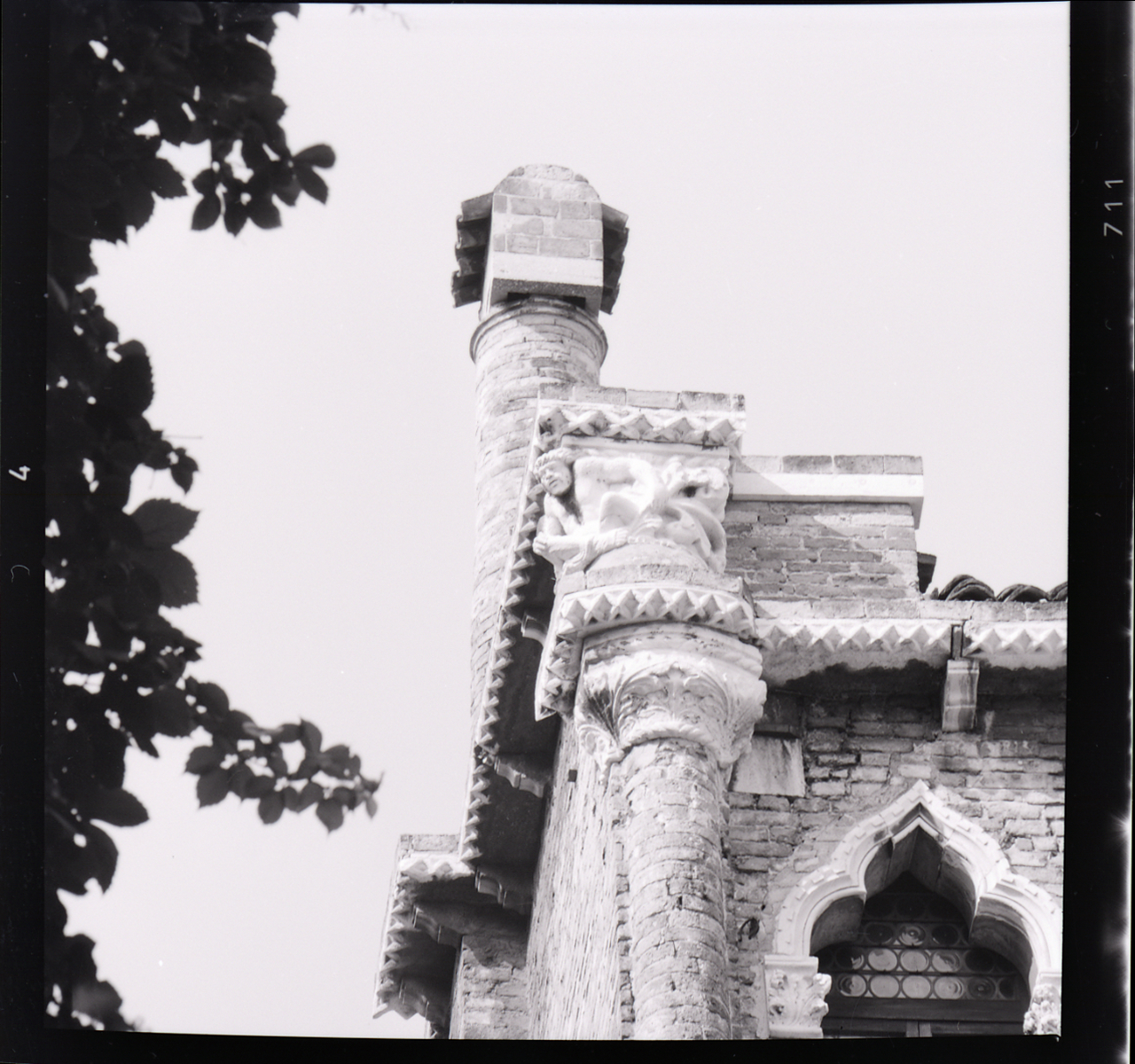